# Adrar n'Ahnet

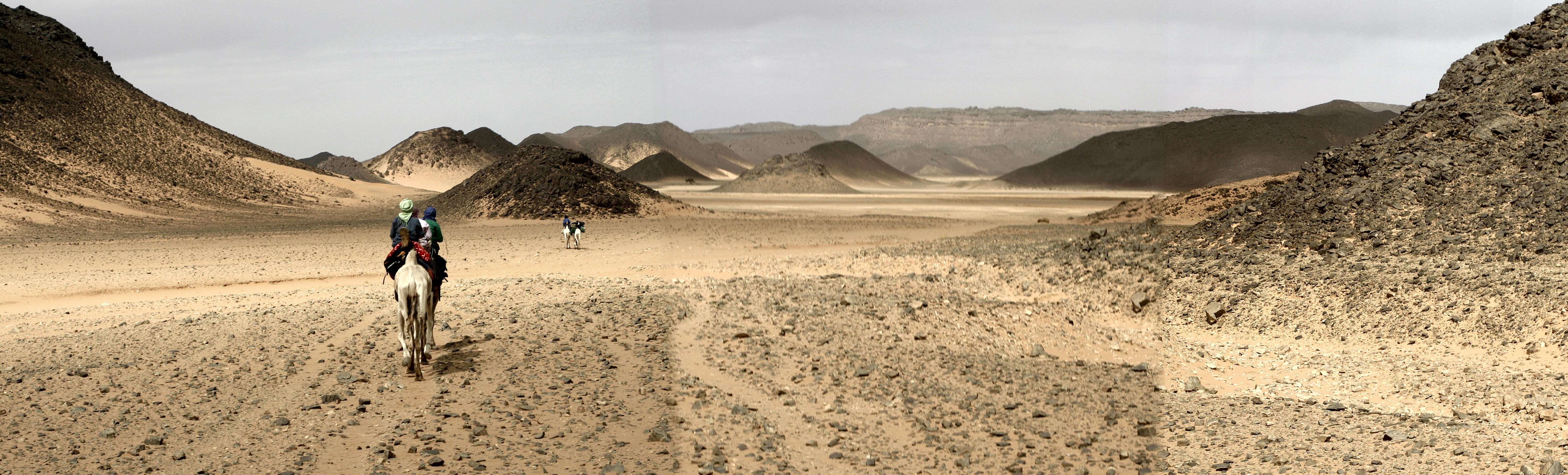
Adrar n'Ahnet

Das Adrar n'Ahnet ist eine algerische Berglandschaft nordwestlich von Tamanrasset. Es liegt in einer gleichnamigen Region. Geologisch handelt es sich um eine Gemengelage aus Granit und Sanddünenübergängen. Imposant ist der Erg Mehedjibat, der je nach Tageszeit und Lichteinfall ein kräftiges „Rot“ aufweist. 
Im Adrar n'Ahnet gibt es eine Vielzahl von Felsbildern, was Aufschluss darüber gibt, dass die Region ehemals besiedelt war. Die Felszeichnungen von Tim Meskis beispielsweise werden der Rinderepoche zugeordnet, was auch der Ausbau diverser Höhlen dokumentiert. Die Höhlen boten während der Steinzeit Schutz vor wilden Tieren, Kälte und windigen Witterungen. 
Die Felswände der Region sind sehr hoch und feingliedrig, sodass lediglich schmale Sonnenstrahlen den Bodengrund erreichen. 

Topographische Karte des Adrar n'Ahnet